# 아이에스티 엔터테인먼트의 음반
이 문서는 아이에스티 엔터테인먼트에서 발매한 음반 목록이다. 전신인 콜라보따리와 같이 넣을 수 있다.

## 2020년대
- 2021년 11월 9일 빅톤 - [Digital Single] Sweet Travel
- 2021년 11월 30일 이수진 - [Digital Single] 환상공중전화[1]
- 2021년 12월 6일 더보이즈 - [Digital Single] Candles
- 2021년 12월 19일 빅톤 - 어느 날 OST Part.4[2]
- 2021년 12월 30일 위클리 - 소녀의 세계 2 OST Part.1
- 2022넌 1월 6일 조아 - 3.5교시 OST Part.3[3]
- 2022년 1월 18일 빅톤 - [Digital Single] Chronograph
- 2022년 2월 14일 에이핑크 - HORN
- 2022년 3월 2일 더보이즈 - 나 혼자만 레벨업 OST
- 2022년 3월 6일 빅톤 - 사내맞선 OST Part.2
- 2022년 3월 7일 위클리 - [Digital Single] Play Game : AWAKE
- 2022년 3월 20일 지한, 박소은 - 사내맞선 OST Part.6
- 2022년 3월 29일 뉴 - 사내맞선 OST Part.9
- 2022년 4월 19일 에이핑크 - [Digital Single] 나만 알면 돼[4]
- 2022년 5월 20일 정은지 - [Digital Single] 그 중에 그대를 만나
- 2022년 5월 27일 더보이즈 - [Japan] SHE’S THE BOSS
- 2022년 5월 31일 빅톤 - Chaos
- 2022년 6월 17일 더보이즈 - [Digital Single] Sweet
- 2022년 6월 29일 밴디지 - [Digital Single] 하늘품
- 2022년 7월 12일 초봄 - [Digital Single] Copycat
- 2022년 7월 21일 위클리 - [Digital Single] Love (위클리 X 김이나 프로젝트)
- 2022년 7월 27일 ATBO - The Beginning : 開花
- 2022년 7월 29일 강승식 - 환승연애2 OST Part 1
- 2022년 7월 30일 위클리 - Listen-Up(리슨업) EP.1[5]
- 2022년 8월 16일 더보이즈 - BE AWARE
- 2022년 9월 24일 강승식,임세준,정수빈 - Listen-Up(리슨업) EP.8[6]
- 2022년 10월 15일 더보이즈 - [Digital Single] Last Man Standing[7]
- 2022년 10월 26일 ATBO - The Beginning : 始作
- 2022년 11월 2일 정은지 - Log
- 2022년 11월 15일 빅톤 - Choice
- 2022년 11월 22일 더보이즈 - 아무것도 하고 싶지 않아 OST Part.2
- 2022년 11월 28일 정은지 - [Digital Single] Themselves Chapter.1
- 2022년 12월 6일 더보이즈 - [Digital Single] All About You
- 2022년 12월 9일 위클리 - [Digital Single] 야오키(YAOKI) Project Part.1
- 2022년 12월 21일 초봄 - [Digital Single] Refresh Project #5
- 2023년 1월 17일 더보이즈 - [Japan Digital Single] Here is
- 2023년 2월 20일 더보이즈 - Be Awake
- 2023년 2월 24일 지한 - 꼭두의 계절 OST Part.4
- 2023년 4월 5일 에이핑크 - Self
- 2023년 4월 23일 더보이즈 - [Digital Single] 더뽀이즈 놀자
- 2023년 4월 26일 더보이즈 - 스틸러 : 일곱 개의 조선통보 OST Part.2
- 2023년 5월 5일 더보이즈 - [Digital Single] 더뽀이즈 바나나차차
- 2023년 5월 16일 정은지 - [Digital Single] 우리 사랑 이대로 (여름날 우리 X 규현 (KYUHYUN), 정은지)[8]
- 2023년 5월 18일 ATBO - The Beginning : 飛上
- 2023년 6월 11일 ATBO - [Digital Single] K-909 : WARRIOR
- 2023년 6월 13일 더보이즈 - [Japan] Delicious
- 2023년 6월 27일 한승우 - Frame
- 2023년 8월 7일 더보이즈 - PHANTASY Pt.1 Christmas In August
- 2023년 9월 12일 위클리 - [Digital Single] Good Day(Special Daileee)
- 2023년 11월 1일 위클리 - ColoRise
- 2023년 11월 11일 더보이즈 - 무인도의 디바 OST Part.5
- 2023년 11월 11일 위클리 - 힘쎈여자 강남순 OST Part.6
- 2023년 11월 20일 더보이즈 - PHANTASY Pt.2 Sixth Sense
- 2023년 11월 27일 ATBO - [Digital Single] MUST HAVE
- 2023년 12월 6일 더보이즈 - [Digital Single] Dear.
- 2023년 12월 6일 한승우 - [Digital Single] A Song For You (한승우 X soundtrack#2)
- 2023년 12월 11일 에이핑크 - [Digital Single] PINK CHRISTMAS
- 2023년 12월 22일 에릭 - [Digital Single] 22/Twenty-Two
- 2024년 1월 25일 위클리 - [Digital Single] Stranger
- 2024년 3월 5일 한승우 - 웨딩 임파서블 : OST Special[9]
- 2024년 3월 18일 더보이즈 - PHANTASY Pt.3 Love Letter
- 2024년 5월 9일 더보이즈 - [Digital Single] 넌 어떻게 생각해? (사내연애 사절! X 더보이즈(THE BOYZ))
- 2024년 6월 5일 한승우 - [Digital Single] Scene
- 2024년 7월 9일 위클리 - Bliss
- 2024년 7월 13일 정은지 - 낮과 밤이 다른 그녀 OST Part.5
- 2024년 7월 19일 더보이즈 - [Japan] Gibberish
- 2024년 8월 11일 더보이즈 - 가족X멜로 OST Part.1
- 2024년 10월 17일 더크루원 - [Digital Single] 로드 투 킹덤 : ACE OF ACE <IDENTITY> Part.2[10]
- 2024년 10월 21일 먼데이 - [Digital Single] New Things
- 2024년 10월 24일 더크루원 - [Digital Single] 로드 투 킹덤 : ACE OF ACE 〈NO LIMIT〉 Part. 1[11]
- 2024년 10월 25일 더크루원 - 로드 투 킹덤 : ACE OF ACE <NO LIMIT> ACE BATTLE[12]
- 2024년 10월 28일 더보이즈 - 導火線 (도화선)
- 2024년 11월 1일 더크루원 - 로드 투 킹덤 : ACE OF ACE <FINAL>[13]
- 2024년 12월 2일 더보이즈 - [Digital Single] Last Kiss
- 2025년 4월 19일 에이핑크 - [Digital Single] Tap Clap